# Anna Okrasko
Anna Okrasko (ur. 5 maja 1981 w Warszawie) - polska malarka, artystka wizualna.

## Życie i twórczość
W 2004 ukończyła studia w Akademii Sztuk Pięknych w Warszawie. Pracę dyplomową Mój profesor maluje w paski a ja w groszki, bo to jest bardziej dziewczęce obroniła w pracowni Leona Tarasewicza. Od początku swojej twórczości poruszała wątki feministyczne oraz związane z funkcjonowaniem obiegu sztuki. W przygotowanej jeszcze w czasie studiów wystawie Malarka, żona dla malarza (2003) wykorzystała cytaty z licznych wypowiedzi wykładowców uczelni o charakterze seksistowskim, dezawujuące kobiety jako artystki. Także jej dyplom odnosił się do zjawiska braku równouprawnienia twórców różnej płci, poruszał też kwestie infantylizowania sztuki jako takiej. Drugim tematem jej prac była sytuacja materialna twórcy i jego funkcjonowanie w kontekście kapitalistycznym. W projekcie Kropki na Allegro – promocja poświąteczna (2004) oferowała za symboliczne sumy swoje obrazy (nie sprzedała żadnego z nich), w Umowie o dzieło (2005) prezentowała kolejne wersje swojej umowy z galerią sztuki. W tym samym roku założyła także poddaną rygorom obrotu gospodarczego firmę artystyczną OKRASKO. Anna Okrasko, próbując zastosować komercyjne zasady dla tworzenia i dystrybucji dzieł sztuki. W ramach tej działalności  przedstawiła cykl obrazów Nie ma dnia bez kreski. Całkowicie zarysowane długopisem płótna, pozornie pozbawione sensu i wartości, miały skłonić do refleksji nad tym, czy w istocie jest dzieło sztuki, a także na czym polega praca artysty. W serii Obrazów papieskich (m.in. Znicze dla Ojca Świętego) (2005) analizowała język medialnej żałoby po Janie Pawle II (prace te wykorzystano w książce Ojciec odchodzi Piotra Czerskiego)
Po roku 2008 artystka odeszła od malarstwa. W 2009 wyjechała do Holandii, w 2011 ukończyła studia w Piet Zwart Institute w Rotterdamie, mieszkała także w Berlinie. Od tego czasu tworzyła filmy wideo, instalacje, rzeźby, podejmowała działania performatywne. W swojej twórczości poruszała kwestie społeczne, podejmowała tematy tożsamości, migracji, procesów asymilacji/wykluczenia, różnorodności kulturowej, gentryfikacji, sposób funkcjonowania przestrzeni publicznej. W filmach video Obudź się! Chuligani (2010), Ankieta (2011), Sobota (2011) odwoływała się do tradycji polskiej szkoły dokumentu i tzw. czarnej seriii polskiego dokumentu, prezentując mieszkańców Rotterdamu, w tym mieszkających tam imigrantów (Sobotę pokazano na Festiwalu Filmowym w Rotterdamie). W film Lot's wife (2013) pokazała w formule fikcyjnego dokumentu poświęcone kobietom rzeźby, pomniki i miejsca pamięci w przestrzeni publicznej wschodniego Berlina. Na wystawie Masz na imię Mary, ale w rzeczywistości nazywasz się Lynda, więc jeśli chcesz wziąć ślub jako Lynda... (Centrum Sztuki Współczesnej Zamek Ujazdowski, 2014) zajmowała się sytuacją prawną uchodźców w Niemczech. Tematowi polskiej migracji w Holandii poświęciła wystawę Polonia Bytom (Centrum Sztuki Współczesnej Kronika w Bytomiu, 2016). W filmie Next to you, I remember, I am (2016) pokazywała kobiety w kontekście tradycyjnych wspólnotowych katolickich praktyk religijnych. Od 2016 pracuje jako edukatorka w międzykulturowych wymianach młodzieży. Doświadczenie to zainspirowało ją do projektu Children of Dust bazującego na spotkaniu dzieci pochodzących z terenów pokopalnianych w Bytomiu (Polska) oraz Kolar Gold Fields (Indie), który stworzyła w 2017 z Lakshmi Karunakaran.
W 2004 zdobyła pierwszą nagrodę w konkursie dla studentów i absolwentów wyższych szkół artystycznych w Polsce Debiut roku/Tolerancja. W 2011 otrzymała Nagrodę Fundacji Vordemberge-Gildewart, w tym samym roku była nominowana w konkursie Spojrzenia - Nagroda Deutsche Banku.